# Emiliano di Valence
Emiliano (... – dopo il 374) fu vescovo di Valence nella seconda metà del IV secolo. È venerato come santo dalla Chiesa cattolica.

## Biografia
Emiliano è il primo vescovo storicamente documentato di Valence. Secondo quanto racconta la Vita di san Marcellino di Embrun, ritenuta degna di fede, questi fu consacrato vescovo da Emiliano di Valence ed Eusebio di Vercelli.
Tradizionalmente viene identificato con il vescovo Emiliano che prese parte al concilio celebrato a Valence il 12 luglio 374, benché nelle sottoscrizioni il suo nome non sia accompagnato dal nome della sede vescovile di appartenenza. Altri autori riconoscono nel vescovo Emiliano che sottoscrisse una lettera sinodale al concilio di Sardica del 343/344 il vescovo di Valence; tuttavia anche in questo caso il nome del vescovo non è accompagnato, nelle sottoscrizioni, dalla sede vescovile di appartenenza, e questo solleva dubbi sulla identificazione tra i due personaggi.
Secondo Duchesne, non ci sono motivi sufficienti per considerare Emiliano il protovescovo di Valence.

## Culto
Un antico manoscritto della cattedrale di Valence, forse risalente al X secolo, parla di Aemilianus vir sanctissimus. Fin dall'antichità si celebrava a Valence, il 10 settembre, la memoria liturgica di sant'Emiliano; il vescovo Jean de Catelan (1705-1725) ne spostò la memoria al 12 settembre, rendendola obbligatoria per tutta la diocesi.
Nel nuovo Martirologio Romano, riformato a norma dei decreti del Concilio Vaticano II, è stato inserito anche il nome di Sant'Emiliano di Valence, ricordato al 13 settembre con queste parole:
(Martirologio Romano. Riformato a norma dei decreti del Concilio ecumenico Vaticano II e promulgato da papa Giovanni Paolo II, Città del Vaticano, Libreria editrice vaticana, 2004, p. 720)